# Колыбельная для брата (фильм)
«Колыбе́льная для бра́та» — советский художественный фильм режиссёра Виктора Волкова по одноимённой повести Владислава Крапивина.

## Сюжет
Зимой Кирилл познакомился с группой ребят, строивших из шлюпки парусник «Капитан Грант». В этой компании Кирилл хоть и не встретил крепкой дружбы, которой ему не хватало, но, пройдя через трудовые будни строительства судна, а потом пережив с командой настоящие опасности в плаваниях, очень хорошо понял, что такое настоящее товарищество и взаимовыручка. Новый учебный год он начал уже другим человеком — более смелым, гордым и умеющим за себя постоять.
Однако, для семиклассника Кирилла Векшина учебный год начался неудачно — в первые же дни сентября его несправедливо обвинили в краже кошелька у студентки-практикантки. Подозрения усилились после того, как Кирилл не позволил обыскать себя, как и других подозреваемых. На самом деле вором оказывается Петька Чирков — тихий и беззащитный одноклассник Кирилла по прозвищу Чирок. Он вытащил кошелёк из плаща студентки, чтобы расплатиться с хулиганами под руководством Дыбы, всё лето вымогавшими у него деньги.
Выяснив, что кража кошелька — дело рук Чирка, Кирилл не выдаёт его, а старается ему помочь, войдя в его положение. На фоне разворачивающихся событий Кирилл вступает в конфронтацию с Дыбой — предводителем местных хулиганов и по-новому оценивает отношения, сложившиеся у него в классе. Тем не менее, классный руководитель Ева Петровна тоже узнаёт, что в краже виноват Чирков и собирает классный сбор.
На классном сборе Кирилл защищает Чиркова, критикуя сложившуюся в классе ситуацию, когда никому нет дела до неприятностей, происходящих с другими. Сторону Кирилла, неожиданно для всех, принимает и классная активистка, председатель совета отряда Женя Черепанова, с которой у Кирилла успела завязаться дружба. В итоге Кирилл убеждает нескольких одноклассников пойти к кинотеатру «Космос», где Дыба с приятелями собирались вымогать деньги. К Кириллу помимо Жени присоединяется Кубышкин, слова которого не принято было воспринимать всерьёз, интеллигентный шахматист Райский и склонный к иронично-философским высказываниям Климов.
У кинотеатра ребята, готовые ко всему, действительно встречают шайку Дыбы. Тем не менее, встреча проходит достаточно мирно и после обмена любезностями хулиганы решают удалиться, предпочитая «не шуметь в культурном месте».
Через некоторое время, однако, Дыба с парой приятелей подкарауливают Кирилла и жестоко избивают. В разгар расправы хулиганов спугивает чей-то голос: «Кирилл, держись!» и они разбегаются. Кирилл поднимается на ноги и с удивлением видит, что его спаситель — Митька, самый младший член экипажа «Капитана Гранта».

## Отличия от книги
В целом, сценарий фильма соответствует книге, однако из-за ограниченного хронометража ленты ряд событий, связанных с экипажем судна «Капитан Грант» и повлиявших на становление характера Кирилла, был опущен. Некоторые персонажи — Дед, Климов, Митька — из главных стали второстепенными.

## В ролях
- Егор Грамматиков (сын В. А. Грамматикова) — Кирилл
- Лена Москаленко — Женька
- Володя Зотов — Чирок
- Валерий Федорищев — Дыба
- Андрей Монахов — Митька
- Владимир Пучков — Дед
- Лариса Блинова — Ева Петровна
- Софья Павлова — Анна Викторовна
- Лев Дуров — отец Кирилла
- Александра Назарова — мать Кирилла
- Капитолина Ильенко — Зоя Алексеевна
- Эпизоды
- Алексей Январев
- Дмитрий Рудницкий

## Съёмочная группа
- Авторы сценария: Владислав Крапивин, Станислав Фурин
- Режиссёр-постановщик: Виктор Волков
- Оператор-постановщик: Андрей Кириллов
- Художник-постановщик: Ольга Кравченя
- Композитор: Сергей Томин

## Награды и премии
- Премия ЦК ЛКСМУ всесоюзного кинофестиваля «Молодость-82» (Киев);
- Премия «Алая гвоздика» всесоюзного кинофестиваля детских и юношеских фильмов 1984 года;
- Приз III Всесоюзного смотра молодых кинематографистов (Кишинёв) 1982 года;
- Специальный приз жюри фестиваля-смотра молодых кинематографистов Москвы 1982 года.

## Критика и мнения
Фильм был хорошо принят и получил несколько наград, однако мнение самого Владислава Крапивина о нём можно выразить формулой «лучший среди худших». О данной постановке он говорит: «Единственный, пожалуй, фильм более или менее удачно экранизированный — „Колыбельная для брата“. И то я бы поставил ему не выше трёх баллов с плюсом».
В фильме звучит песня на стихи Владислава Крапивина «Пять минут тишины», присутствующие и в повести, при этом Крапивин как автор стихов в титрах не указан.